# 小行星6179
小行星6179（6179 Brett）是一颗绕太阳运转的小行星，为主小行星带小行星。该小行星于1986年3月3日发现。

## 轨道参数
小行星6179的轨道半长轴为2.4296943 UA，离心率为0.214。